# Dolné Obdokovce
Dolné Obdokovce (bis 1927 slowakisch „Bodok“ oder „Malé Obdokovce“; ungarisch Alsóbodok – bis 1907 Bodok) ist eine slowakische Gemeinde im Okres Nitra und im Nitriansky kraj mit 1130 Einwohnern (Stand 31. Dezember 2024).

## Geographie
Die Gemeinde befindet sich Westteil des Hügellands Žitavská pahorkatina (Teil des Donauhügellands), südlich des Gebirges Tribeč, am Oberlauf eines namenlosen Baches im Einzugsgebiet der Žitava. Das Ortszentrum liegt auf einer Höhe von 197 m n.m. und ist 12 Kilometer von Nitra entfernt.
Nachbargemeinden sind Hosťová im Norden, Čeľadice im Nordosten und Osten, Babindol im Südosten, kurz Golianovo im Süden, Veľký Lapáš im Südwesten, Malý Lapáš im Westen und Pohranice im Nordwesten.

## Geschichte
Das heutige Gemeindegebiet wurde nach archäologischen Untersuchungen in der Steinzeit besiedelt, so gibt es Funde der Lengyel-Kultur sowie Keramikfunde aus der Bronzezeit.
Dolné Obdokovce wurde zum ersten Mal 1228 als Bodok schriftlich erwähnt, als es in einem Streit zwischen dem Abt von Hronský Beňadik und dem Neutraer Bischof Jakob verwickelt war. Weitere historische Namen sind Bodak (1283), utraque Bodak (1335) und Obdokowce (1786). 1283 lag das Dorf im Herrschaftsgebiet der Neutraer Burg, 1549 kam es zum Besitz des Bistums Neutra. Während der Türkenkriege wurde Bodok zweimal von den Truppen des Osmanischen Reiches in Mitleidenschaft gezogen und zwar in den Jahren 1586 und 1664. 1715 hatte die Ortschaft Weingärten und 13 Haushalte, 1828 zählte man 79 Häuser und 502 Einwohner, die als Landwirte und Winzer beschäftigt waren.
Unweit des Hauptortes befand sich im Mittelalter ein weiterer Ort namens Kernye. Dieser wurde zum ersten Mal 1248 als Bestandteil des Herrschaftsgebiets der Neutraer Burg schriftlich erwähnt. Nach mündlicher Überlieferung stand bei Kernye eine Holzburg. Das Dorf war Besitz mehrerer Geschlechter, aber im 17. Jahrhundert ging es unter und wurde nicht wieder aufgebaut.
Bis 1918 gehörte der im Komitat Neutra liegende Ort zum Königreich Ungarn und kam danach zur Tschechoslowakei beziehungsweise heute Slowakei.

## Bevölkerung
| Jahr                | 1994 | 2004 | 2014    | 2024    |
| ------------------- | ---- | ---- | ------- | ------- |
| Anzahl der Personen | 1111 | 1111 | 1193    | 1130    |
| Unterschied         |      | +0 % | +7,38 % | −5,28 % |

| Jahr                | 2023 | 2024    |
| ------------------- | ---- | ------- |
| Anzahl der Personen | 1136 | 1130    |
| Unterschied         |      | −0,52 % |

Gemäß der Volkszählung 2011 wohnten in Dolné Obdokovce 1188 Einwohner, davon 699 Magyaren, 452 Slowaken und ein Tscheche. 36 Einwohner machten keine Angabe zur Ethnie.
1108 Einwohner bekannten sich zur römisch-katholischen Kirche sowie jeweils ein Einwohner zur evangelisch-methodistischen Kirche und zur reformierten Kirche; sieben Einwohner bekannten sich zu einer anderen Konfession. 23 Einwohner waren konfessionslos und bei 48 Einwohnern wurde die Konfession nicht ermittelt.

## Bauwerke
- römisch-katholische Kirche, ursprünglich im 12. Jahrhundert errichtet und im Jahr 1796 vergrößert. Das Innere ist weitgehend im spätbarocken Stil gestaltet.